# Ækvatorialafrika
Ækvatorialfrika er en tvetydig betegnelse, der både bruges om hele det tropiske Afrika, og mere snævert om den del af Afrika, der gennemskæres af ækvator samt disse landes umiddelbare nærområder.
Betegnelsen bruges i dag primært inden for tropemedicin og klimatologi, men i kolonitiden brugtes udtrykket også i geografisk og geopolitisk betydning.

## Fransk Ækvatorialafrika
Fransk Ækvatorialafrika (Afrique Équatoriale Française) var en føderation af fire franske kolonier: Gabon, Congo (nu Republikken Congo), Ubangi-Shari (nu den Centralafrikanske Republik) og Tchad, der eksisterede fra 1910 til 1959.

## Afrikanske lande, der gennemskæres af ækvator
- São Tomé og Príncipe

- Gabon

- Republikken Congo

- Den Demokratiske Republik Congo

- Uganda

- Kenya

- Somalia